# Xerobdella lecomtei
Xerobdella lecomtei – gatunek pijawki z rodziny Xerobdellidae. Żyje na lądzie i pędzi nocny tryb życia. Występuje w środkowych Niemczech i w Alpach. Atakuje zwierzęta i ludzi.